# Собор Святого Варфоломея (Авеццано)
Собор Святого Варфоломея (итал. Cattedrale di San Bartolomeo) — кафедральный собор епархии Авеццано Римско-католической церкви в городе Авеццано, в провинции Л’Акуила, в регионе Абруццо, в Италии.

## История
Известна история по меньшей мере четырёх соборных церквей, посвященных Апостолу Варфоломею, покровителю города, построенных на протяжении веков в Авеццано. Все они страдали от разрушительных землетрясений, которые часто случаются в этом районе.
Древний храм в честь Святого Антония Великого, а затем Святого Апостола Варфоломея был построен в XI веке. Во второй половине XII века церковь получила от Вильгельма II, короля Сицилии, звание королевской капеллы. Затем церковь была описана в XIII веке в нотариальных документах, подтверждавших уплату местными жителями налогов в натуральной форме.
Это первое здание было частично разрушено в результате землетрясения в 1349 году, перестроено и расширено в XVI веке в стиле архитектуры Ренессанса. В 1572 году храм получил звание коллегиального. Но в XVI веке церковь была разрушена в результате землетрясения 1703 года, восстановлена с элементами позднего барокко и вновь разрушена страшным землетрясением 1915 года. Нынешнее здание собора было восстановлено совсем недавно.

## Описание
Фасад разделен на три яруса. В нижнем ярусе три портала — большой в центре и два малых по бокам. Над каждым порталом есть люнеты с фресками. С площади к храму ведет лестница. В среднем ярусе фасада по краям два окна круглой формы. В верхнем ярусе одно большое окно круглой формы.
Внутри собор имеет три нефа, разделенных арочными сводами с колоннами, и трансепт. Свод центрального нефа поддерживается десятью квадратными колоннами, сужающимися к верху. Архитрав украшен резьбой, воспроизводящей листья и плоды деревьев различных видов.
Апсида — открытой круглой формы, из белого камня, добытого в близлежащих горах.